# Georg Neugebauer

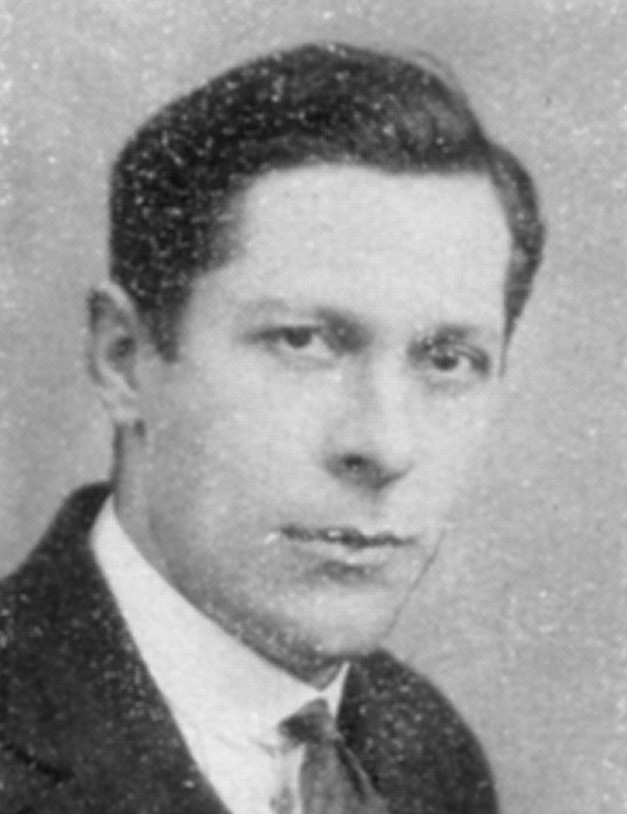
Georg Neugebauer, um 1933

Georg Neugebauer (* 14. Januar 1901 in Glatz; † 17. Oktober 1984 in Rheine) war ein deutscher Nationalsozialist. 

## Leben und Wirken
Neugebauer besuchte bis 1915 die katholische Volksschule in Glatz. Anschließend wurde er vier Jahre lang zum Maschinenschlosser ausgebildet. Während des Krieges trat er in die Freien Gewerkschaften (Metallarbeiterverband) ein, die er nach dem Krieg wieder verließ.
1919 trat er in das Fliegerlager in Liegnitz ein. Nach dessen Auflösung trat er in das Infanterieregiment 51 ein und beteiligte sich am Grenzschutz. Später wurde er zum Freikorps Kühme versetzt, bevor er mit der technischen Compagnie des VI. Artillerie-Regiments an den Kämpfen in Oberschlesien teilnahm. Während dieser Zeit wurde er mit dem Schlesischen Adler I. und II. Klasse ausgezeichnet.
Ab 1921 war Neugebauer wieder in seinem Beruf als Maschinenschlosser tätig, den er bis 1923 im Ruhrgebiet, danach in Breslau, ausübte. Zum 1. Mai 1929 trat er in die NSDAP ein (Mitgliedsnummer 129.839), für die er ab diesem Jahr dem Kreistag des Kreises Glatz angehörte. Ein Jahr später, 1930, wurde er dort Stadtverordneter.
Bei der Reichstagswahl Juli 1932 zog Neugebauer erstmals in den Berliner Reichstag ein, in dem er bis zum November desselben Jahres den Wahlkreis 7 (Breslau) vertrat. Nach einer viermonatigen Absenz vom Parlament in der Zeit von November 1932 bis März 1933 konnte er anlässlich der Wahl vom März 1933 ins Parlament zurückkehren, dem er nun bis zum November desselben Jahres angehörte. Während seiner Abgeordnetenzeit stimmte Neugebauer u. a. für das Ermächtigungsgesetz vom 24. März 1933, das die juristische Grundlage für die Errichtung der NS-Diktatur bilden sollte.